# Maouhoub Ghazouani
Maouhoub Ghazouani ou Mahjoub Ghazouani (en arabe : محجوب الغزواني), né en 1948, est un footballeur international marocain qui évoluait au poste de milieu de terrain.

## Biographie
International marocain, il participe avec l'équipe nationale à trois compétitions internationales : la Coupe du monde 1970 organisée au Mexique, la Coupe d'Afrique des nations 1972 et enfin les Jeux olympiques de 1972 organisés à Munich. 
Lors du mondial, il dispute un match face à la Bulgarie, un autre face au Pérou et enfin une rencontre face à la RFA.
En club, Maouhoub Ghazouani évolue avec les FAR de Rabat.

## Sélections en équipe nationale "A"
1. 09/02/1969 Maroc - Hongrie Casablanca 1 - 4 Amical…………………1 but
2. 13/02/1969 Maroc - Sénégal à Las Palmas 2 - 0 Elim. CM 1970
3. 09/03/1969 Algérie - Maroc à Alger 2 - 0 Elim. CAN 1970
4. 22/03/1969 Maroc – Algérie à Agadir 1 - 0 Elim. CAN 1970
5. 27/04/1969 Tunisie – Maroc à Tunis 0 - 0 Elim. CM 1970
6. 18/05/1969 Maroc - Tunisie à Casablanca 0 - 0 Elim. CM 1970
7. 21/09/1969 Maroc - Nigeria à Casablanca 2 - 1 Elim. CM 1970
8. 30/10/1969 Algérie - Maroc à Alger 1 - 0 Amical
9. 28/12/1969 Maroc - Bulgarie à Casablanca 3 - 0 Amical……………….1 but
10. 03/06/1970 RFA - Maroc à Leon 2 - 1 CM 1970
11. 06/06/1970 Pérou - Maroc à Leon 3 - 0 CM 1970
12. 11/06/1970 Bulgarie - Maroc à Leon 1 - 1 CM 1970……………………….1 but
13. 27/12/1970 Maroc - Algérie à Casablanca 3 - 0 Elim. CAN 1972
14. 14/03/1971 Maroc - Egypte à Casablanca 3 - 0 Elim. CAN 1972
15. 08/10/1971 Maroc - Egypte à Izmir 1 - 0 Jeux Méd
16. 29/01/1972 Maroc - Roumanie à Casablanca 2 - 4 Amical
17. 25/02/1972 Congo - Maroc à Douala 1 - 1 CAN 1972
18. 29/02/1972 Zaire – Maroc Douala 1 - 1 CAN 1972
19. 03/12/1972 Sénégal - Maroc à Dakar 1 - 2 Elim. CM 1974……………….1 but
20. 22/02/1974 Irak – Maroc à Baghdad 0 - 0  Amical
21. 06/03/1974 A.Saoudite - Maroc à Riyad 0 - 0 Amical

## Matchs olympiques
1. 28/03/1971 Casablanca Maroc v Niger 5 - 2 Elim. JO 1972
2. 10/10/1971 Maroc - Grèce à Izmir 1 - 0 Jeux Méd
3. 13/10/1971 Maroc - Yougoslavie Izmir 0 - 1 Jeux Méd
4. 21/05/1972 : Bamako Mali vs Maroc 1 - 4 Elim. JO 1972
5. 27/08/1972 : Augsbourg USA v Maroc 0 - 0 JO 1972
6. 29/08/1972 : Passau : Allemagne Ouest vs Maroc 3 - 0 JO 1972……..Carte Rouge
7. 03/09/1972 : Munich URSS v Maroc 3 - 0 JO 1972
8. 05/09/1972 : Passau Danemark v Maroc 3 - 1 JO 1972
9. 08/09/1972 : Nuremberg Pologne v Maroc 5 - 0 JO 1972